# 黒河龍三
黒河 龍三（くろかわ りゅうぞう、1892年（明治25年）10月9日 - 1935年（昭和10年）1月）は、日本の数学者、旧制第一高等学校教授。

## 経歴・人物
東京で杉村彦右衛門の二男として生まれ、外祖父・黒川春村を嗣ぎ、黒河を名乗る。
旧制第一高等学校を卒業、1916年（大正5年）東京帝国大学理学部数学科卒業後すぐ第一高等学校の数学講師に就任する。
1918年（大正7年）第一高等学校教授を拝命、東京高等師範学校、 東京文理科大学の講師も務める。
「竹のひご」と「えんどう豆」を使った空間幾何学の講義や、三角関数は指数関数で表され、逆三角関数は解析関数であるから、初等関数は結局代数関数、指数関数、対数関数の有限個の組み合わせであるという説明など、教科書を使わずに講義案を周到に準備し、論理学上厳格かつ極めて明快な講義を進めていった。
教え子の数学者・吉田洋一によると、東京帝大の数学科でも稀にみる大秀才で、一高の生徒時代は毎日弁当を2つ持って通学、授業が終わると毎日学校の図書館にたてこもり、夕食を弁当で済ませて、九時の閉館まで数学の本を読み漁っていたという伝説が生徒に語り継がれていた。数学以外のことには無関心で、身を持ちするほど厳格だったが、若い人に対しては極めて親切で寛大、無茶な意見を言われても怒りもせず、きちんと意見をよく聞いたという。
一高科学会の会員、一高スキー部の部長も務め、琴の名手だった。
親族を東大病院で喪って以来、漢方医学に凝り、平田内蔵吉の著書にも寄稿している。
胃潰瘍がひどくなっても漢方のみに頼り、入院した時は手遅れで若くして亡くなった。正五位勲五等を追贈された。

## 家族・親族
- 外祖父：黒川春村 （国学者、考証学者、歌人）[9]
- 父：杉村彦右衛門
- 義父：黒川眞道（文学博士。黒川真頼（東京帝国大学教授）四男）[10]
- 妻：綾子（黒川眞道三女）

## 著書
- 中川, 銓吉、黒河, 竜三『高等立体幾何学通論』共立社書店、1935年。NDLJP:1175468。